# Асача
Асача або Ассачинська сопка — комплекс вулканів, який розташований у південній частині Камчатського півострова. У найвищій точці на західній вершині сягає 1911 метрів над рівнем моря. Є масивом конусів: три конуси західної групи з прилеглим до них зі сходу конусом Жовтий (1870 м). Біля підніжжя вулкана є ще кілька нижчих конусів.
На західній частині масиву розташовується льодовиковий цирк з озером, а схил масиву порізаний розломами, ущелинами та барранкосами. На вулкані спостерігається фумаральна активність.